# Worcester Warriors
Maillots
Les Worcester Warriors sont un club anglais de rugby à XV professionnel basé à Worcester.
Le club est placé en redressement judiciaire en cours de saison 2022-2023, conduisant à une suspension de ses activités.

## Historique
Le club est fondé en 1871 par le révérend Francis John Ede et joue son premier match contre Artillery le 8 novembre 1871. Initialement, le club était basé à Bevere depuis 1954 et a déménagé à Sixways en 1975 lorsque le clubhouse a ouvert.
Le club intègre le Championnat d'Angleterre pour la saison 2004-2005 après avoir remporté le Championship en 2003-2004 avec un record de 26 victoires en 26 matchs disputés. L'équipe a atteint la finale du Bouclier européen où elle s'est inclinée contre FC Auch.
Entre 2005 et 2010, le club vit des années assez médiocres. Son meilleur résultat en Premiership est une huitième place obtenue en 2006 et il ne dépasse jamais la phase de poules en Coupe anglo-galloise. Seul le Challenge européen constitue une consolation - bien que maigre - puisque les Worcester Warriors sont dans cette période deux fois demi-finalistes (2006 et 2009) et une fois finalistes (2008) de la compétition. À l'issue de la saison 2009-2010, le club termine dernier de la Guinness Premiership avec seulement trois victoires en vingt-deux matches et est relégué en Championship.
En 2010-2011, les Warriors disputent donc le Championship et la Coupe britannique et irlandaise avec pour objectif de remonter en Premiership dès 2011. Après 21 victoires pour une seule défaite en phase régulière, le club poursuit sur sa lancée avec 6 victoires en autant de matchs lors de la phase de poule des play-offs de promotion. En demi-finale, il élimine difficilement les Bedford Blues. Lors de la finale aller-retour, le club affronte les Cornish Pirates et sort victorieux des 2 matchs, ce qui lui permet de monter en Aviva Premiership.
Lors de la saison 2011-2012, le club termine à la dixième place et assure son maintien.
Le 5 octobre 2022, le club est placé en redressement judiciaire : ce dernier conduit au forfait de l'équipe pour le reste de la saison 2022-2023 et au licenciement des joueurs et du personnel.
Les repreneurs des Warriors renoncent à essayer de remplir les conditions de la fédération anglaise pour évoluer en 2e division pour la saison 2023-2024. En effet, la RFU exige de savoir qui sont les personnes physiques derrière le consortium Atlas qui a racheté le club. Le consortium refuse de donner les noms, et pour cause : au sein du consortium figure Jim O'Toole, le président qui a mené le club à la faillite. Afin de maintenir la pratique du rugby à Worcester, le club envisage de fusionner avec le Stourbridge RFC, qui évolue en 4e division, ; le projet n'est jamais concrétisé.
En 2024, la fédération anglaise annonce le passage du championnat de deuxième division de douze à quatorze clubs. Les Warriors déposent un dossier de candidature, mais celle-ci se heurte à l'opposition des clubs de troisième division qui sont également candidats. Toutefois le dossier de Worcester semble de loin le plus solide et avant même une décision officielle de la RFU, les propriétaires lancent un plan de réaménagement et de rénovation du stade et de ses alentours. Finalement, le 3 avril 2025, le club annonce officiellement son retour en deuxième division à partir de la saison 2025-2026 ; le règlement des dettes par la nouvelle équipe d'investisseurs permet de poursuivre l'activité sous le nom de Worcester Warriors, plutôt que dans le cadre d'une nouvelle structure avec une identité indépendante et depuis le plus bas niveau hiérarchique des divisions sportives.

## Palmarès

### Détail du palmarès
Le tableau suivant récapitule les performances de Worcester dans les diverses compétitions anglaises et européennes.
| Compétitions nationales | Compétitions européennes                                                           |
| --- | ---------------------------------------------------------------------------------- |
| Championnat d'Angleterre de D2 - Champion (3) : 2004, 2011, 2015 - Finaliste (3) : 2001, 2002, 2003 Coupe d'Angleterre - Vainqueur (1) : 2022 | Challenge européen - Finaliste (1) : 2008 Bouclier européen - Finaliste (1) : 2005 |

### Finales disputées
On accède à l'article qui traite d'une édition particulière en cliquant sur le score de la finale.
| Date de la finale | Vainqueur | Score   | Finaliste          | Lieu de la finale      | Spectateurs |
| ----------------- | --------- | ------- | ------------------ | ---------------------- | ----------- |
| 23 mai 2005       | FC Auch   | 23 - 10 | Worcester Warriors | Kassam Stadium, Oxford | 2 823       |

| Date de la finale | Vainqueur | Score   | Finaliste          | Lieu de la finale             | Spectateurs |
| ----------------- | --------- | ------- | ------------------ | ----------------------------- | ----------- |
| 25 mai 2008       | Bath      | 24 - 16 | Worcester Warriors | Kingsholm Stadium, Gloucester | 16 157      |

| Date de la finale | Vainqueur          | Score   | Finaliste    | Lieu de la finale                      | Spectateurs |
| ----------------- | ------------------ | ------- | ------------ | -------------------------------------- | ----------- |
| 17 mai 2022       | Worcester Warriors | 25 - 25 | London Irish | Brentford Community Stadium, Brentford | 9 531       |

Worcester est désigné vainqueur en raison du plus grand nombre d'essais marqués entre les deux équipes (3 pour Worcester contre 1 pour les London Irish).

## Personnalités du club

### Anciens joueurs
- Marcel Garvey
- Andrew Gomarsall
- Andy Goode
- Dylan Hartley
- Matt Kvesic
- Shaun Perry
- Bruce Douglas
- Ben Hinshelwood
- Euan Murray
- Hugo Southwell
- Nikki Walker
- Craig Quinnell
- Jonathan Thomas
- Nicolas Le Roux
- Thomas Lombard
- Olivier Sourgens
- Agustín Creevy
- Ignacio Mieres
- Leonardo Senatore
- Chris Latham
- Rico Gear
- Sam Tuitupou
- Thinus Delport
- Tevita Taumoepeau
- Sateki Tuipulotu